# Omutninsk
Omutninsk (russisch Омутнинск) ist eine Stadt in der Oblast Kirow (Russland) mit 19.000 Einwohnern.

## Geografie
Die Stadt liegt etwa 190 km östlich der Oblasthauptstadt Kirow an der Mündung der Omutnaja in die Wjatka, einen rechten Nebenfluss der Kama.
Omutninsk ist Verwaltungszentrum des gleichnamigen Rajons.

## Geschichte
Der Ort entstand 1773 im Zusammenhang mit der Errichtung einer Eisengießerei unter dem Namen Ossokino nach dem Familiennamen des Gründers Oberstleutnant Ossokin. Später bürgerte sich jedoch der Name Omutninski Sawod nach dem Fluss ein. 1921 erhielt der Ort unter dem heutigen Namen Stadtrecht.

### Bevölkerungsentwicklung
| Jahr | Einwohner |
| ---- | --------- |
| 1926 | 6.400     |
| 1939 | 17.383    |
| 1959 | 24.789    |
| 1970 | 28.777    |
| 1979 | 28.497    |
| 1989 | 29.248    |
| 2002 | 26.065    |
| 2010 | 23.615    |

Anmerkung: Volkszählungsdaten (1926 gerundet)